# Bombylius curtirhynchus
Bombylius curtirhynchus är en tvåvingeart som beskrevs av Neal L. Evenhuis 1978. Bombylius curtirhynchus ingår i släktet Bombylius och familjen svävflugor. Inga underarter finns listade i Catalogue of Life.